# تلمبه حبیب‌الله اشرفی
تلمبه حبیب‌الله اشرفی یک منطقهٔ مسکونی در ایران است که در دهستان زنگی‌آباد واقع شده‌است. تلمبه حبیب‌الله اشرفی ۲۰ نفر جمعیت دارد.